# Stimmen Bayerns
Stimmen Bayerns ist eine Reihe von CD-Veröffentlichungen des Trikont-Verlags mit Musik und Texten zum Thema Bayern und „bayerische Seele“.

## Konzeption
Der in München ansässige Trikont Musikverlag, der sich unter anderem auf „Musik von unten“ und alternative Formen von Volksmusik spezialisiert hat, verfolgt mit der Reihe Stimmen Bayerns mit Unterstützung des Bayerischen Rundfunks Bayern 2 das Ziel, „Eine einzigartige Enzyklopädie der bayerischen Seele“ zu veröffentlichen. Die CDs fassen „Gedichte, Kurzgeschichten, Essays, Musik, Songs und Sketche, Radiofeatures, Soundcollagen, Film-Tonspuren und O-Töne“ jeweils unter einem bestimmten Thema zusammen. Konzept, Zusammenstellung und die begleitenden Texte stammen von Andreas Koll, Eva Mair-Holmes und Achim Bergmann. Die Cover der Kompilationen im Digipak-Format verwenden Gemälde von Florian Süssmayr. Der einleitende Text wurde von Herbert Achternbusch verfasst. Die Reihe begann 2011 mit den Veröffentlichungen Die Liebe und Der Tod. 2012 folgte Der Rausch – Die Freiheit erschien 2013 als Doppel-CD. Der Irrsinn erschien 2015 und 2016 Himmel & Hölle. Die 2018 veröffentlichte CD zum Thema „München“ ist dem im gleichen Jahr verstorbenen Trikont-Verleger Achim Bergmann gewidmet.

## Inhalt und Interpreten
Die musikalischen Beiträge für die CDs reichen vom Couplet des „Monaco Franze“ Helmut Fischer oder Vertretern der Münchner Kleinkunstszene wie der Volkssängerin Bally Prell oder Hasemanns Töchtern über die alternative Volksmusik von Haindling oder LaBrassBanda und dem Blues eines Willy Michl hin zu Georg Ringsgwandl, Hans Söllner, Spider Murphy Gang und Konstantin Wecker.
Die musikalischen Beiträge sind naturgemäß überwiegend dem Dialekt verpflichtet. Bei den literarischen Texten beschränkt sich die Auswahl nicht alleine darauf, denn „der gesprochene Dialekt gehört zur Komödie, die gesprochene Sprache zum Leben. […] Manchmal ist der gepflegte Dialekt auch nichts weiter als eine melancholische Erinnerung an eine scheinbar heile, sich bitte nie verändernde Welt. Die gesprochene Sprache dagegen schlägt die Brücke vom Gestern über das Heute ins Morgen.“
Gustl Bayrhammer beispielsweise liest Ludwig Thoma und Martina Gedeck Ödön von Horváth. Von neueren Autoren sind Carl Amery, Friedrich Ani, Franz Dobler, Franz Xaver Kroetz  oder Ludwig Lugmeier jeweils mit eigenen – von ihnen selbst gelesenen – Texten vertreten. Aber auch ein Beitrag des langjährigen Münchner Oberbürgermeisters Thomas Wimmer findet sich im Originalton zum Thema Oktoberfest – zu dem auch Thomas Wolfe (gelesen von Jürgen Tonkel) mit einer seiner Reportagen vertreten ist. Beiträge zum Thema „Irrsinn“ liefern beispielsweise Hannes Ringlstetter und Ottfried Fischer. Zum Thema „München“ finden sich unter anderem Beiträge der Münchner Avantgarde-Band F. S. K., ein Text von Hallgrímur Helgason oder ein Titel der Hip-Hop-Band Blumentopf.
Aus dem Bereich des Films sind zum Thema „Rausch“ Karl Valentin und Liesl Karlstadt mit ihrem Sketch Der Firmling von 1934 vertreten.

## Veröffentlichungen
- 2011: Die Liebe, 67:15 min.
- 2011: Der Tod, 76:15 min.
- 2012: Der Rausch, 76:45 min.
- 2013: Die Freiheit, CD 1: 75:23 min. / CD 2: 75:33 min.
- 2015: Der Irrsinn, 72:00 min.
- 2016: Himmel & Hölle, 66:25 min.

- 2018: München, 74:36 min.